# Dave Alvin
David Albert Alvin, detto Dave (Downey, 11 novembre 1955), è un musicista e cantante statunitense.

## Biografia
Autore, chitarrista, produttore e poeta, è tra i fondatori del gruppo roots rock The Blasters. Dalla fine degli anni '80 ha incominciato a registrare del materiale da solista. Ha anche collaborato con altri artisti (Chris Gaffney, Derailers, Tom Russell, Sonny Burgess, Syd Straw, Little Milton e altri) e partecipato a numerosi progetti discografici. Ha avuto esperienze con gli X e con i The Knitters.

## Discografia

### Con The Blasters
- American Music (1980)
- The Blasters (1981)
- Over There  (1982)
- Non Fiction (1983)
- Hard Line (1985)
- The Blasters Collection (1990)
- Testament: The Complete Slash Recordings (2002)
- The Blasters Live - Going Home (2004)

### X
- See How We Are (1986)

### Con The Knitters
- Poor Little Critter on the Road (1985)
- The Modern Sounds of the Knitters (2005)

### Da solista
- Romeo's Escape (1987)
- Blue Blvd (1991)
- Museum of Heart (1993)
- King of California (1994)
- Interstate City (1996)
- Blackjack David (1998)
- Public Domain (2000)
- Out in California (Live) (2002)
- Outtakes in California (2002)
- Ashgrove (2004)
- The Great American Music Galaxy (2005)
- West of the West (2006)
- Live from Austin, TX: Austin City Limits (2007)
- Dave Alvin and the Guilty Women (2009)
- Eleven Eleven (2011)
- Common Ground: Dave & Phil Alvin Play and Sing the Songs of Big Bill Broonzy (con Phil Alvin, 2014)
- Lost Time (2015)
- Downey to Lubbock (2018)